# Emil na Gozdawiu
Emil na Gozdawiu – niekompletny poemat Cypriana Kamila Norwida z 1871, którego tematem jest wychowanie według recept zawartych w traktacie pedagogicznym Jana Jakuba Rousseau Emil  czyli o wychowaniu.

## O poemacie
W 1865 Norwid przeczytał  pamiętniki Kajetana Koźmiana, a w nich historię Eligiusza Prażmowskiego, zamożnego szlachcica z ziemi ciechanowskiej, który za panowania króla Stanisława Augusta był najbardziej skrajnym zwolennikiem mody na francuszczyznę. W dwa lata później poeta przytoczył anegdotę o współczesnym Prażmowskiemu chemiku Kuliszewskim wysłanym na koszt państwa do Paryża, który po powrocie do kraju nie chciał syna nowo narodzonego ochrzcić, tylko pod warunkiem, aby mu nadano na Chrzcie Świętym imię Alembik, a którego matka ochrzciła pod imieniem Rafała. Prawdopodobnie dobrze jeszcze pamiętał obydwie anegdoty, gdy w pierwszych tygodniach Komuny Paryskiej wyłajał publicznie komunardki wchodzące do kościoła świętego Rocha i palące papierosy. 
Wszystkie te elementy połączyły się, gdy 7 maja 1871 poeta przeczytał w Journal Officiel instrukcję dla wizytatorów szkolnych upominającą aby żadnego obrazu, krucyfiksu, madonny, słowem: żadnej postaciowej ruchomości wrażenie robić mogącej na małoletnich sala szkolna nie obejmowała. Poeta zaprotestował przeciw temu poleceniu w pisanym na gorąco szkicu Przyczynek do «Rzeczy o wolności słowa». Później, zapewne jeszcze w 1871 uczynił z tego epizodu, przeniesionego w realia Polski stanisławowskiej temat poematu Emil na Gozdawiu, w który wplótł anegdoty o Prażmowskim  i Kuliszewskim. Utwór musiał powstać pomiędzy czerwcem a grudniem tego roku, równocześnie z poematem Assunta i pracą nad tragedią Kleopatra i Cezar. Poemat przetrwał w stanie niedokończonym. Pierwotnie musiał go jednak poeta ukończyć, skoro zabrał się w jakiś czas później za jego przepisanie. Zachowany autograf jest bowiem niewątpliwe kopią sporządzoną przez Norwida. Utwór ukazał w 1915 w Warszawie w trzecim zeszycie Myśli Polskiej staraniem Zenona Przesmyckiego. 

## Tytuł i motto
Tytuł utworu Emil na Gozdawiu odnosi się do młodego Gozdawy, ojciec bowiem miał na imię Rafał, i świadczy o russowskich inspiracjach pedagogicznych ojca, który nadał synowi imię wzięte z traktatu pedagogicznego J. J. Rousseau Emil czyli o wychowaniu, głoszącego między innymi hasło powrotu do natury. Motto utworu: Czymże byłby dla mnie Raj Twój cały, / Nieustannych uradowań łoże, / Gdzie wesela czarowne by brzmiały? – Ale Ciebie nie byłoby: Boże! pochodzi z perskiego poety Hafiza i jest swobodną parafrazą jednej z jego gazel. W poemacie stanowi ważny wyznacznik treści i swoiste credo autora.

## Treść

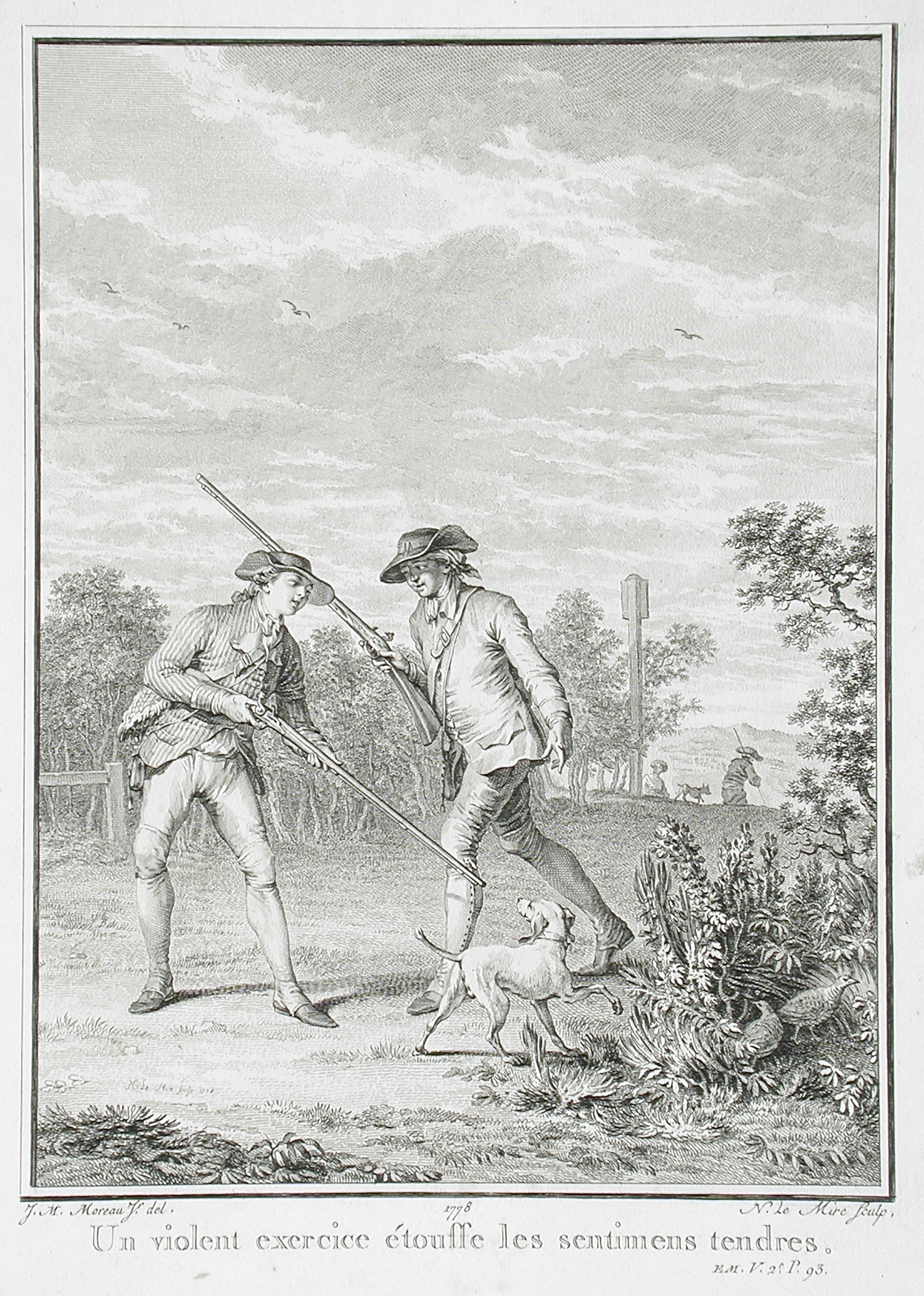
Ćwiczenia wymagające gwałtowności tłumią delikatne uczucia.

Nie był to czas wojenny. Powstrzymano wschodnich najeźdźców. Zamki zmieniły się w pałace z ogrodem. Burze myśli wstrząsnęły Zachodem, bluźniąc heroizmowi, rozum zwąc przemocą. Nad armaty zaczęto przenosić książki. W miejsce srogiego marsa na czole i sumiastego wąsa zakrólowały gładkie czoło i ogłada. Damy w sukniach jak okręty zaczęły cenić dowcip. Rafał Gozdawa nie chlubił się przodkami, którzy służyli pod Sobieskim, ale edukacją zdobytą na zachodzie. Przed laty utracił żonę. Grzeczny dla sąsiadów rzadko ich widywał. Wzrok stępił na czytaniu, nie był więc miłośnikiem łowów. Lubił jeździć konno w towarzystwie dwóch cudzoziemców, z którymi ucinał sobie rozmowy. Czasem doradził chłopu jakieś ulepszenia. Dziś wskazywał ludziom idącym do pracy krzyż stojący na okopie.
Poeta nie byłby zdziwiony, gdyby z miejscem gdzie na dawnym murze stoi stary, kamienny krzyż, porysowany szwedzkimi kulami, była związana jakaś smutna ballada. Jakoż rzeczywiście wielu widziało pod krzyżem kobietę, popatrującą w ogród, ale nikt nie wie kto ona. Tymczasem kilkunastoletni syn grafa przechadza się po parku w towarzystwie dwóch uczonych szwajcarów pod krzywo zasadzonymi drzewami. Preceptorzy udzielają mu nauk wobec natury pięknej i silnej, by myśl jego przybrała nieomylny kształt, nie hamując wszelako naturalnych dążności. Graf chce, żeby syn wyrósł na obywatela, pomny, że rozmawiał w Nefszatel z Janem Jakubem.
Gdzie indziej rzeczy szły dawnym trybem. Szlachta przy szablach uprawiała rolę, zacność z chlebem i solą królowała u progów. W świąteczny dzień na plebanię zagląda urodziwa, choć już starsza kobieta, którą w okolicy miano kiedyś za pomyloną. Przychodzi poskarżyć się, że z wału na granicy parku gozdawskiego zniknął krzyż, spod którego ona, dawna mamka panicza, spoglądała czasem. Spotkani chłopi powiedzieli, że to nie był Chrystus Pan naszej parafii, tylko dworski i tam trzeba pytać. Krzyż zwalono, a ona jak Magdalena chciałaby wiedzieć, gdzie go położono. Kiedy go znajdzie postawi go na swoim grobie. (Na pieśni trzeciej rękopis się urywa).